# Murony (Hongrie)
Pour le vampire, voir Murony (vampire).
Murony est un village et une commune du comitat de Békés en Hongrie.